# Platina(IV)bromide
Platina(IV)bromide is een platinazout van waterstofbromide, met als brutoformule PtBr4. De stof komt voor als bruin-zwarte kristallen, die slecht oplosbaar zijn in water.

## Toepassingen
Een oplossing van platina(IV)bromide en goud(III)bromide in water kan worden gebruikt om de aanwezigheid van cesium aan te tonen. Dit kan door een druppel van dit reagens en een druppel van de onbekende oplossing op een filtreerpapiertje te druppelen. Wanneer zich een grijze of zwarte vlek vormt, dan is er cesium aanwezig. Het mechanisme voor deze test is tot op heden onduidelijk.